# قنصلية الولايات المتحدة في سان بطرسبرغ
قنصلية الولايات المتحدة في سان بطرسبرغ هي بعثة دبلوماسية للولايات المتحدة الأمريكية في مدينة سان بطرسبرغ الروسية أنشئت في عام 1780.
عين الأمريكي جيمس بيوكانان سفيرا في المدينة بعد أن قدم أوراق اعتماده إلى القيصر ألكسندر الأول في 5 نوفمبر عام 1809، استطاع طيلة فترة خدمته كسب ود القيصر الروسي نيكولاي الأول. وبعد سنوات قليلة أضحى بيوكانان الرئيس السادس للولايات المتحدة.
خلال الاضطرابات التي شهدتها روسيا إبان الحرب الأهلية الروسية، غادر السفير ديفيد آر. فرانسيس البلاد في 7 نوفمبر 1918، تاركا فيليكس كول يشغل منصب القائم بالأعمال المؤقت إلى أن أغلقت السفارة الأمريكية في 14 سبتمبر 1919. في ذلك الوقت نقل البلاشفة عاصمة البلاد من بتروغراد (اسم مدينة بطرسبرغ قبل ثورة البلاشفة) إلى موسكو، واختفى الوجود الدبلوماسي الأمريكي في مدينة بطرسبرغ لأكثر من نصف قرن.[بحاجة لمصدر]
لم يتم استعادة البعثة الأمريكية حتى عام 1933، عندما تم افتتاح سفارة الولايات المتحدة في موسكو، عاصمة الاتحاد السوفيتي. أعيد تأسيس الوجود الدبلوماسي الأمريكي في لينينغراد (كما كانت تسمى مدينة سانت بطرسبرغ آنذاك) في عام 1972.[بحاجة لمصدر]
في 30 مارس 2018، أغلقت السلطات الروسية القنصلية الأمريكية في مدينة سان بطرسبرغ كما طردت 60 دبلوماسيا أمريكيا عاملين بها ردا على القرار الأمريكي بطرد ديبلوماسييا روس على خلفية محاولة تسميم الجاسوس الروسي سيرغي سكريبال وابنته في بريطانيا.

## وصلات خارجية
- القنصلية الأمريكية في سان بطرسبرغ